# Швібердінген
Швібердінген (нім. Schwieberdingen) — громада у Німеччині, знаходиться в землі Баден-Вюртемберг. Підпорядковується адміністративному округу Штутгарт. Входить до складу району Людвігсбург.
Площа — 14,87 км2. Населення становить 11 394 ос. (станом на 31 грудня 2020).